# Protap FC
Protap Football Club ist ein Fußballverein aus Kuala Lumpur. Aktuell spielt die Fußballmannschaft in der dritthöchsten Liga des Landes, der Malaysia M3 League. 2019 und 2020 nahm die Mannschaft am Malaysia FA Cup teil.

## Erfolge
- Klang Valley League Div 1: 2017
- Shah Alam League: 2018

## Stadion
Seine Heimspiele trägt der Verein im UM Arena Stadium in Kuala Lumpur aus. Das Stadion hat ein Fassungsvermögen von 1000 Personen. Eigentümer der Sportanlage ist die Universität Malaya.
Koordinaten: 3° 7′ 51,3″ N, 101° 39′ 33,5″ O

## Spieler
Stand: August 2020
| Nr. |          | Position | Name                    |
| --- | -------- | -------- | ----------------------- |
| 1   | Malaysia | TW       | Faqrul Hakimi Sharuddin |
| 2   | Malaysia | AB       | Ridzuan Azly Hussham    |
| 3   | Malaysia | AB       | Naufal Na'im            |
| 4   | Malaysia | AB       | Azhar Osman             |
| 5   | Malaysia | AB       | Khairi Mustaffa         |
| 7   | Malaysia | MF       | Lukman Hakim Mohd Azli  |
| 8   | Malaysia | ST       | Najib Abdullah          |
| 9   | Malaysia | ST       | Rahizi Rasib            |
| 10  | Malaysia | MF       | Farhanuzi Che Sanuzi    |
| 11  | Malaysia | MF       | Afzal Akbar             |
| 12  | Malaysia | AB       | Dzaiddin Zainudin       |
| 13  | Malaysia | MF       | Ammar Ruslan            |

| Nr. |          | Position | Name                                        |
| --- | -------- | -------- | ------------------------------------------- |
| 14  | Malaysia | MF       | Syahirul Rodi                               |
| 15  | Malaysia | MF       | Razman Razuki                               |
| 16  | Malaysia | MF       | Zul Hilmi Zaki                              |
| 17  | Malaysia | AB       | Arfiyansah Abdul Jafar (Mannschaftskapitän) |
| 18  | Malaysia | MF       | Ahyad Rohaizat                              |
| 19  | Malaysia | ST       | Nasrullah Zainal                            |
| 20  | Nigeria  | ST       | Aguile Josue Alex                           |
| 22  | Malaysia | TW       | Adam Zairi Fitri Zaini                      |
| 25  | Malaysia | TW       | Redzuan Harun                               |
| 27  | Malaysia | AB       | Amirunzakwan Roslisam                       |
| 29  | Malaysia | MF       | Adhar Husin                                 |
| 30  | Malaysia | MF       | Hazwan Fakrullah                            |

## Saisonplatzierung
| Saison | Liga               | Platz | FA Cup   |
| ------ | ------------------ | ----- | -------- |
| 2019   | Malaysia M3 League | 6.    | 2. Runde |
| 2020   | Malaysia M3 League |       | 2. Runde |
| 2021   | Malaysia M3 League |       |          |

Die Saison 2020 wurde wegen der COVID-19-Pandemie abgebrochen; dies betrifft sowohl die Liga, als auch den Pokalwettbewerb. Bei letzterem wurde die zweite Runde zwar ausgelost, aber nicht mehr ausgespielt.

## Beste Torschützen
| Saison | Name               | Tore |
| ------ | ------------------ | ---- |
| 2019   | Metha Viblo Apingi | 12   |
| 2020   |                    |      |